# Forstliche Verfahrenstechnik
Forstliche Verfahrenstechnik ist ein relativ neuer Begriff, der die Arbeitstechniken bei der Holzernte, aber auch bei anderen Bewirtschaftungen und Nutzungen des Waldes sowie den Holztransport und die dazu gehörenden Transportlogistik zu einer Ingenieurwissenschaft zusammenfasst. Die Disziplin ist in der Folge der zunehmenden Mechanisierung der Waldarbeit entstanden. 
Im Zuge der Digitalisierung gehören zunehmend auch die digitale Arbeits-, Produkt- und Produktionssteuerung im Wald (Wald 4.0/Industrie 4.0) sowie das digitale (Geo-)Datenmanagement zum Fachgebiet der Forstlichen Verfahrenstechnik und stellt somit einen bedeuteten Teil der Präzisionsforstwirtschaft  (Precision Forestry) dar. 
Eine Professur dieses Namens gibt es an der Albert-Ludwigs-Universität Freiburg.  Die ehemals bestehende Professur der Technischen Universität München ist seit 2019 vakant.